# Irvingiàcies

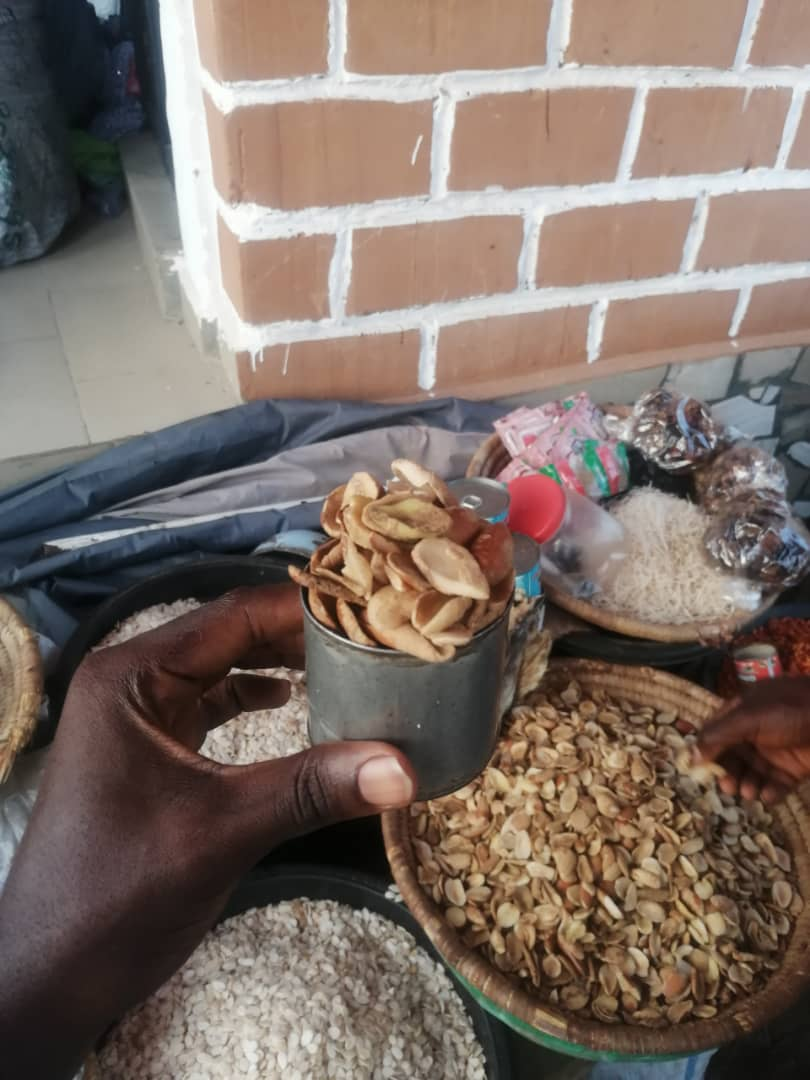
Llavors d'Irvingia gabonensis a un mercat de Nigèria

Les irvingiàcies (Irvingiaceae) són una família de plantes angiospermes de l'ordre de les malpighials (Malpighiales), dins del clade de les fàbides, un subclade de les ròsides. La seva distribució és tropical.

## Taxonomia
Aquesta família va ser publicada per primer cop l'any 1951 al primer volum de a l'obra Conspectus florae angolensis pels botànics Arthur Wallis Exell (1901-1993) i Francisco de Ascencão Mendonça (1889-1982). Aquesta família rep el nom del cirurgià naval escocès, Edward George Irving.

### Gèneres
Dins d'aquesta família es reconeixen els quatre gèneres següents:
- Allantospermum Forman
- Desbordesia Pierre ex Tiegh.
- Irvingia Hook.f.
- Klainedoxa Pierre ex Engl.

## Usos
Les irvingiàcies són un un recurs molt important per a l'alimentació humana a l'Àfrica Central. Els arbres de les diferents espècies proporcionen fruits que poden ser aprofitats com a fruita, com en el cas de l'oba (Irvingia gabonensis), o per a l'obtenció de les seves llavors en els casos de les espècies amb fruits amargants. En alguns casos les llavors es mengen crues, en d'altres torrades, directament o un cop assecades, o formant part de preparacions gastronòmiques més elaborades. Les llavors d'algunes espècies s'utilitzen per a preparar una espècie de pasta de llarga conservació.